# 小行星1468
小行星1468（1468 Zomba）是一颗围绕太阳公转的小行星。1938年7月23日，西里爾·傑克遜在约翰内斯堡发现了此天体。
該小行星以馬拉威的城市松巴命名。
这颗小行星的绝对星等为22.83460213902071等。